# سایپا کاروان
سایپا کاروان نام مینی ون محصول شرکت سایپا است که از اوایل دهه ۱۳۸۰ تولید شده‌است. تولید این خودرو به دلیل عدم توجیه اقتصادی برای شرکت سایپا، در سال ۱۳۸۶ متوقف شد.

## طراحی

### نمای خارجی

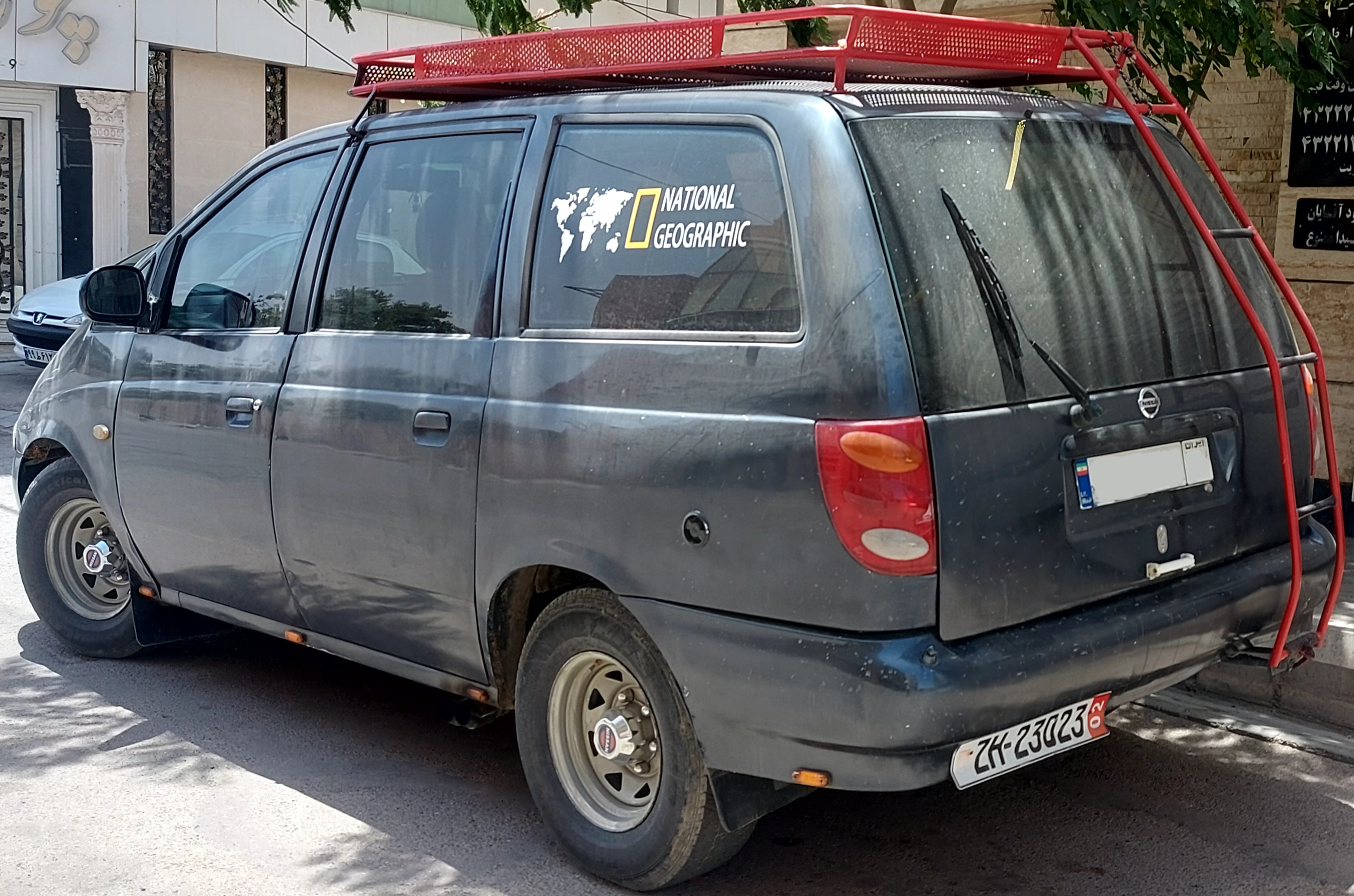
نمای عقب

بنابر گزارش‌های درج شده در رزومه تعدادی از شرکت‌های قالب‌ساز زیرمجموعه سایپا، پلت‌فرم این خودرو در دهه نود میلادی در شرکت فورد یا دوج ایالات متحده طراحی شد ولی به مرحله تولید نرسید اما بخشی از تجهیزات تولید آن از طریق شرکت‌های واسطه توسط سایپا خریداری شد تا برای نصب بر روی شاسی نیسان جونیور توسعه یابد. (با توجه به شباهت این خودرو به فورد گالکسی و دوج کاروان ممکن است این گفته‌ها صحت داشته باشند‌.)
برای چراغ‌های جلو، راهنماهای گلگیر و آنتن سقفی کاروان سایپا از قطعات خودروی میتسوبیشی لنسر دهه ۹۰ میلادی استفاده شده‌است.

### نمای داخلی
طراحی داخلی این خودرو شباهت زیادی به طراحی داخلی خودروی پراید دارد و اکثر قطعات و تزئینات داخلی کاروان سایپا با پراید صبا و پژو ۴۰۵ مشترک است.

## ویژگی‌های فنی و امکانات

### موتور و سیستم تعلیق
این خودرو از پیشرانه ۴ سیلندر ۲٫۴ لیتر Z24 با قدرت ۱۰۵ اسب بخار و گشتاور ۱۹۰ نیوتن متر بهره می‌برد و مصرف سوخت آن با سیستم گیربکس دستی ۵+۱ دنده در سیکل شهری ۱۲٫۲ و در بزرگراه‌ها ۶٫۳ لیتر در هر ۱۰۰ کیلومتر است.
سیستم تعلیق کاروان سایپا در جلو از نوع جناقی مک فرسون و در عقب از نوع لایه ای پارابولیک می‌باشد.
سیستم ترمز کاروان سایپا در جلو از نوع دیسکی و در عقب از نوع کاسه ای می‌باشد و از بوستر ترمز دوال دیافراگم بهره می‌برد.
حداکثر وزن بار قابل حمل کاروان سایپا به صورت استاندارد ۶۰۰ کیلوگرم است.
موارد ارتقا یافته کاروان سایپا نسبت به نیسان وانت:
جایگزینی فن الکتریکی با فن مکانیکی
جایگزینی پمپ بنزین الکتریکی با پمپ بنزین مکانیکی
جایگزینی ترمز دیسکی با ترمز کاسه ای در چرخ‌های جلو
جایگزینی فنر پارابولیک با فنر شمش در محور عقب
جایگزینی دیفرانسیل سرعتی با دیفرانسیل قدرتی
ارتقاء گیربکس از ۵دنده قدرتی به ۶دنده سرعتی
ارتقاء دلکو از نوع پلاتینی به مگنتی

### امکانات و تجهیزات رفاهی
کاروان سایپا با سه ردیف صندلی، ۷ سرنشینه است.
امکانات و تجهیزات رفاهی این خودرو عبارت است از:
سیستم قفل مرکزی - شیشه بالابر برقی درب‌های جلو - فرمان قابل تنظیم - فرمان هیدرولیک - گرم کن شیشه عقب - روشنایی صندوق عقب - صندلی‌های ردیف دوم و سوم با قابلیت تا شدن و برداشتن - کمربند ایمنی صندلی‌های ردیف‌های اول، دوم و سوم - صندلی‌های جلو قابل تنظیم - ساعت دیجیتالی - برف پاک کن دو سرعته شیشه جلو با تایمر قابل تنظیم - شیشه شوی و برف پاک کن شیشه عقب - در باز کن صندوق عقب برقی*- سیستم تهویه مطبوع دوگانه (با کولر دوم)*- بخاری دوم با کارکرد مستقل از موتور*- آینه‌های برقی جانبی*-
*مرتبط به تاریخ تولید خودرو